# Harvey Phillips
Harvey Gene Phillips, Sr. (* 2. Dezember 1929 in Aurora, Missouri; † 20. Oktober 2010 in Bloomington, Indiana) war ein amerikanischer Musiker (Tuba).

## Leben und Wirken
Phillips erhielt nach dem Highschool-Abschluss 1947 seine erste professionelle Anstellung in der Zirkusband des King Bros. Circus, bevor er die Universität von Missouri besuchte, die er bald darauf verließ, um drei Jahre lang beim Ringling Bros. Circus zu spielen. Nach seinem Studium an der Juilliard School (1950–54) war er Gründungsmitglied des New York Brass Quintet, mit dem er in den nächsten zwei Jahrzehnten zahlreiche Tonträger veröffentlichte. Nach einem weiteren Studium an der Manhattan School of Music (1956–58) war er als freiberuflicher Musiker in New York City tätig, wo er in zahlreichen Ensembles und Orchestern und als Studiomusiker auch im Jazzgenre tätig war, etwa im Sauter-Finegan Orchestra und bei Gil Evans. Auch war er als Projektmanager der Symphony for Air und als Assistent von Leopold Stokowski, Igor Strawinski und Gunther Schuller tätig. Von 1967 bis 1971 war er am New England Conservatory of Music in der Finanzverwaltung beschäftigt. Dort lehrte er auch und konnte seine Technik weiter verbessern. Seine Technik galt als erstaunlich und flexibel, sein Ton weich und perfekt fokussiert, selbst in den tiefsten Lagen. Er gab Werke bei Komponisten wie David Baker, Morton Gould, Alec Wilder, Bernhard Heiden und Gunther Schuller in Auftrag, von denen er viele aufnahm.
Von 1971 bis 1994 lehrte Phillips als Professor an der Jacobs School of Music der Indiana University in Bloomington. Dort organisierte er 1973 den Ersten Internationalen Tuba-Symposium-Workshop und sein erstes „Octubafest“ mit Studentenkonzerten, dem weitere folgten. 1975 gab er eine Reihe von fünf Konzerten in der Carnegie Hall, bei denen er 39 Stücke spielte, darunter viele, die für ihn komponiert wurden. Mit Rich Matteson gründete er 1976 das Matteson-Phillips Tubajazz Consort (in dem Euphonium und Tuba jeweils dreifach besetzt waren), das bis 1982 zwei Alben veröffentlichte.
Phillips war auch Mitbegründer von Organisationen wie der Tubists Universal Brotherhood Association (1972) und der International Brass Society (1975).
Phillips erhielt 1971 die Ehrendoktorwürde vom New England Conservatory und 1987 die Ehrendoktorwürde von der University of Missouri. 2007 wurde er in die American Classical Music Hall of Fame aufgenommen und war zu diesem Zeitpunkt der einzige Bläser, dem diese Ehre zuteilwurde. Er starb im Alter von 80 Jahren an der Parkinson-Krankheit.
Postum erschien die Autobiographie von Phillips. An ihn erinnert der jährlich vergebene ITEA Harvey Phillips Award for Excellence in Composition der International Tuba and Euphonium Association.

## Schriften
- Harvey Phillips: Mr. Tuba. Bloomington: Indiana University Press, 2012; ISBN 978-0-253-00724-7.